# ŽVK Gusar Sveti Filip i Jakov
Ženski vaterpolski klub "Gusar" (ŽVK Gusar; Gusar; Gusar Sveti Filip i Jakov) je bio ženski vaterpolski klub iz Svetog Filipa i Jakova, Zadarska županija. 
 Djelovao je pri istoimenom muškom klubu VK "Gusar". 

## O klubu
ŽVK "Gusar" je osnovan 1997. godine te je prvi hrvatski ženski aktivni vaterpolski klub nakon 1990., kada su s djelovanjem prestali "Jadrana" iz Splita i "Kvarner" iz Opatije. U kolovozu 1999. godine odigtravaju utakmicu protiv "Brodograditelja" iz Betine, koji je tada obnovio rad ženske ekipe. Od 2001. pa do 2008. godine redovito nastupaju u prvenstvima Hrvatske i hrvatskom kupu, nakon čega klub prestaje s djelovanjem.

## Uspjesi
Prvenstvo Hrvatske
- doprvakinje: 2005.
- trećeplasirane: 2001., 2002., 2003., 2004.

Prvenstvo Hrvatske za juniorke
- prvakinje: 2003., 2004.
- doprvakinje: 2002.

## Unutrašnje poveznice
- Sveti Filip i Jakov
- Vaterpolski klub Gusar Sveti Filip i Jakov

## Vanjske poveznice
- zvk-gusar.hr, wayback arhiva službenih stranica iz 2007.
- zvk-gusar.hr, wayback arhiva službenih stranica iz 2009.